# 플레이볼
플레이볼(Talent For The Game)은 미국에서 제작된 로버트 M. 영 감독의 1991년 영화이다. 에드워드 제임스 올모스 등이 주연으로 출연하였고 마틴 엘펀드 등이 제작에 참여하였다.

## 출연

### 주연
- 에드워드 제임스 올모스
- 로레인 브라코
- 제프 코베트
- 제이미 쉐리던

### 조연
- 테리 키니
- 토머스 라이언
- 펠톤 페리
- 톰 바우어
- 자넷 캐롤

## 제작진
- 미술: 제프리 하워드
- 의상: 에리카 에델 필립스